# Člověčenství (poddanství)
Slib  člověčenství (v pramenech jako  člověčenstvie,  homagium) je forma poddanského slibu a přísahy, kterými se ve středověku v českých zemích uváděl držitel poddanského statku (gruntu či dvora), ale i podsedci a držitelé chalup a menších polností, do poddanského vztahu k nové vrchnosti. Pán se za to svému novému poddanému zavazoval fyzickou i právní ochranou. Slib člověčenství byl vázán na jednotlivé majetky, ne na osoby a jeho nejdůležitější součástí bylo podání ruky, kterým se stvrzoval slib a přísaha. V písemných pramenech se doklady o slibu člověčenství objevují od počátku 15. století a někdy byl mylně zaměňován s nevolnictvím. I přes proklamace, že slib člověčenství je dobrovolný, existují v písemných pramenech doklady, že býval vrchností vězením či bitím vynucován.
Vedle venkovských obyvatel slib člověčenství v 15. století skládali i obyvatelé poddanských a dokonce i královských měst vůči králi. V druhé polovině 15. století především v Čechách od tohoto ale začalo být upouštěno, pravděpodobně proto, že měšťané chápali slib člověčenství jako omezování své svobody. Na Moravě se vlivem historického vývoje slib člověčenství královských měst udržel podstatně déle než v Čechách.
K vyvázání ze slibu člověčenství docházelo, pokud měl být majetek prodán nové vrchnosti, resp. pokud o vyvázání požádal poddaný, protože se např. stěhoval. V tom případě získal jako doklad listinu stvrzující zrušení poddanských závazků (výhostní list).